# Хандке, Петер
Пе́тер Ха́ндке (нем. Peter Handke; род. 6 декабря 1942, Гриффен) — австрийский писатель и драматург. Лауреат премии памяти Шиллера (1995) и Нобелевской премии по литературе (2019).

## Биография

### 1942—1945: рождение и годы войны
Петер Хандке родился в австрийской провинции Каринтия в Гриффене 6 декабря 1942 года в доме своего деда — Грегора Зиутца. 9 декабря новорождённого окрестили в монастырской католической церкви Успения Богородицы. Мать будущего писателя — Мария Хандке, урождённая Сивец (1920—1971), была каринтийской словенкой. В 1942 году она познакомилась с будущим отцом писателя, банковским служащим Эрихом Шенеманном, уже женатым мужчиной, который служил солдатом в Каринтии, и забеременела от него. Ещё перед рождением сына Мария вышла замуж за берлинца, трамвайного кондуктора, а на то время военнослужащего вермахта, Адольфа Бруно Хандке (ум. 1988). О своём настоящем отце Петер Хандке узнал незадолго перед тем, как получил среднее образование.
Семьи Петера Хандке почти не коснулась Вторая мировая война. Только перед самым концом войны коренных словенцев депортировали в концентрационные лагеря, а Каринтия стала районом боевых действий словенских партизан. Когда начинались бомбардировки, жители Гриффена прятались не в бомбоубежищах, а в пещерах.

### 1945—1948: Берлин и возвращение в Гриффен
Семья поселилась в районе Панков, который тогда находился в советской зоне оккупации Берлина. У Адольфа Хандке не было постоянной работы, а политическая ситуация не давала надежды на улучшение. 24 июня 1948 года в Берлине ввели блокаду, но незадолго до этого четыре члена семьи Хандке (сестра Петера Моника родилась 7 августа 1947 года) на рассвете сели в поезд и поехали в Гриффен. Из-за отсутствия паспортов им пришлось перебираться через немецко-австрийскую границу в грузовике. Впоследствии Петер Хандке часто вспоминал об этом. В 1957 году в школьном сочинении он подробно описал обстоятельства возвращения на родину.

### 1948—1954: жизнь и первые школьные годы в Гриффене
В Гриффене шестилетнему Петеру было трудно найти общий язык с детьми ещё и из-за берлинского диалекта. И по прошествии многих лет он редко прибегал к каринтийскому диалекту, преимущественно пользуясь литературным языком.
Некоторое время Адольф Хандке получал пособие по безработице, но все больше денег тратил на спиртное и все чаще ссорился с женой. Наконец он нанялся к своему шурину Георгу Сиуцу. В посёлке, где тон задавали церковь и местные помещики, Адольф принадлежал к самым бедным. Впоследствии Петер Хандке сам себя назвал «сыном безземельного крестьянина» (нем. Kleinhäuslersohn).
Несмотря на все неприятности, Петер рос в провинциальном идиллическом мире, в котором рука об руку шли работа, посещение церкви, прогулки, праздники убоя свиней и карточные игры. Многие из этих впечатлений Хандке передал в своих произведениях. Например, его первый роман «Шершни» живописно передаёт сельскую жизнь.
13 сентября 1948 года Петер поступил в местную начальную школу и посещал её до 14 сентября 1952 года. Окончив четвёртый класс, он два года — до 10 июля 1954 года — учился в гриффенской неполной средней школе для мальчиков и девочек и получал хорошие и отличные оценки. Затем поступил в католическую гуманитарную гимназию в Танценберге. 7 июля 1954 года успешно сдал вступительный экзамен, но по совету преподавателя этой гимназии пошёл не в третий класс, а во второй, потому что почти не знал латинского языка. Все годы обучения жил в общежитии при гимназии.

### 1954—1959: гимназия в Танценберге
Вскоре после начала обучения Петер Хандке написал сочинение на шестнадцати страницах под названием «Моя жизнь. Часть 2», чем показал свою склонность к литературному творчеству. Учился он на «отлично». В гимназии большое внимание уделялось преподаванию латинского, греческого и английского языков. Один год здесь изучали итальянский и словенский языки, а два года — стенографию. У Петера сложились дружеские отношения с учителем Райнгардом Музаром, преподававшим немецкий и английский языки, а в 1957 году он стал его классным руководителем. Музар видел талант этого ученика и поощрял его страсть к писанию. Вдвоём на прогулках они обсуждали произведения Петера, которые затем публиковались в школьной газете Fackel («Факел»). Впоследствии Музар повлиял на выбор профессии Петера Хандке, посоветовав поступить на юридический факультет. Мотивировал это тем, что на этом факультете годовую учебную программу можно освоить за несколько месяцев, а остальное время — отдавать литературному творчеству.

### 1959—1961: обучение в Клагенфурте
В 1959 году семиклассник Петер Хандке вынужденно сменил место обучения. В католической школе-интернате царила суровая дисциплина, день начинался с обязательного богослужения, было много запретов. Петера застали на чтении запрещённой книги Грэма Грина. Среди учебного года пришлось бросить гимназию и вернуться в Гриффен, где родители на то время построили свой собственный дом. Петер поступил в классическую гимназию в Клагенфурте, что в 35 километрах от Гриффена, и каждый день ездил туда-обратно на автобусе. В том же 1959 году он принял участие в ученическом литературном конкурсе в Клагенфурте и получил награду. В газете Kärntner Volkszeitung были опубликованы оба его произведения: «Безымянный» (Der Namenlose) — 13 июня 1959, «А в то время» (In der Zwischenzeit) — 14 ноября 1959 года. В 1961 году Петер Хандке сдал выпускные экзамены с отличием[значимость факта?], такого результата, кроме него, добились только два одноклассника.

### 1961—1965: студенческие годы в Граце
В 1961 году Хандке поступил на юридический факультет Грацского университета. Все студенческие годы он снимал маленькую комнатку в квартале Грац-Вальтендорф. Учился без особого энтузиазма, но успешно. Петер мог оплатить расходы на обучение и проживание благодаря стипендии и деньгам от родителей. Кроме того, был репетитором греческого языка и подрабатывал на фирме, пересылавшей товары транспортом. Работал в упаковочной комнате, которую освещали люминесцентными лампами, из-за чего испортил зрение. Пришлось носить очки с тёмными стёклами, которые впоследствии стали отличительной чертой молодого писателя на его публичных выступлениях.
За время обучения у Петера Хандке сложились предпочтения, которые повлияли на его жизнь и творчество. Он часто ходил в кино, а впоследствии не только писал сценарии и режиссировал, но и выступал в качестве докладчика и члена жюри на кинофестивалях.
Ещё одно хобби — рок-музыка. Петер был заядлым пользователем музыкальных автоматов в кафе, большим любителем «Beatles», «Rolling Stones» и других групп того времени. В более поздних книгах Хандке ощущаются реминисценции текстов песен этих музыкантов.
С 1963 года литературная деятельность Хандке приобретает более чёткие формы. Он познакомился с Альфредом Гольцингером, который возглавлял отдел литературы и литературных викторин Грацского радио. Там вышли в эфир первые короткие художественные произведения Хандке, который для этого радио писал также обзорные статьи на разные темы, в частности о Джеймсе Бонде, «Битлз», футболе, мультфильмах и поп-музыке. Хандке рассматривал различные массовые явления и излагал свои мысли в новой форме, приспособленной к теме. Частью этих радиопередач были многочисленные обзоры книг. В том же году он встретил Альфреда Коллерича, ответственного редактора литературного журнала manuskripte («манускрипты»), в котором в 1964 году были опубликованы ранние произведения Хандке. Подружился также с писателем Петером Понграцом, вступив в 1963 году в грацский литературный союз Forum Stadtpark («Форум Штадтпарк»). Был также членом литературного союза Grazer Gruppe («Грацская группа»), к которой принадлежали, в частности, Эльфрида Елинек и Барбара Фришмут. 21 января 1964 года там впервые зачитали произведения Хандке.
В июле и августе 1964 года Хандке, отдыхая со своим школьным приятелем на острове Крк, написал большую часть своего первого романа «Шершни» (нем. Die Hornissen). Осенью того же года отправил машинопись в клагенфуртское радио, а в январе 1965 года переработал роман. После того, как издательство Luchterhand («Люхтерганд») отказалось принять «Шершней», летом 1965 года издательство Suhrkamp («Зуркамп») приняло их к печати. Вскоре после этого Хандке не пошёл на третий государственный экзамен. Он бросил университет, чтобы полностью посвятить себя литературной деятельности.

### 1966: прорыв
Весной 1966 года, ещё перед тем как вышли в свет «Шершни», Хандке, который тогда носил причёску в стиле «Битлз», привлёк к себе внимание, эффектно выступив на заседании «Группы 47» в Принстоне. После нескольких часов чтений он, выражая неприязнь к работам маститых коллег, в длинной язвительной речи обвинил авторов в «импотенции описания». Не обошёл и литературную критику — «такую же бессмысленную, как эта литература». В этой речи Хандке сорвал ещё одно табу, общепринятое на заседаниях «Группы 47», — начал спор на литературные темы. У членов группы было неписаное правило, что темой дискуссии всегда должен быть конкретный текст, а не литература как таковая. В магнитофонной записи этого выступления можно услышать перешёптывания, смех и реплики слушателей. Хандке сильно задело неприятие со стороны нескольких своих коллег, в том числе Гюнтера Грасса (как оказалось из их более поздних комментариев), но другие участники встречи благосклонно восприняли речь и впоследствии повторяли её тезисы, чуть отредактированные и смягчённые. Молодой писатель резко выступил против корифеев литературы, и его выступление стало дискуссионной темой обзорных статей.
В 1966 году состоялась премьера пьесы Хандке «Оскорбление публики». Режиссёр Клаус Пайман до сих пор поддерживает с Хандке как дружеские, так и творческие связи. Театральные критики отметили это провокационное, новаторское произведение, благодаря которому Хандке подтвердил свою репутацию enfant terrible; человек, ставящий других в неловкое положение своей бестактной непосредственностью. В этом же году в театре «Оберхаузен» под руководством Гюнтера Бюха были поставлены пьесы Хандке — «Пророчество» (1964) и «Самооговор» (1965), которые также получили хорошие отзывы критиков. Так за несколько месяцев Петер Хандке стал своеобразной поп-звездой немецкоязычной литературной сцены.
В 1966 году любовница и будущая жена Петера, актриса Либгарт Шварц получила приглашение на работу в дюссельдорфском театре Forum Freies Theater («Форум фрайес театер»), и в августе этого года молодая пара переехала в Дюссельдорф.

### 1967—1970: Дюссельдорф, Париж, Кронберг
В Дюссельдорфе Хандке жил до 1968 года. В 1967 году он опубликовал роман «Разносчик» и женился на Либгарт Шварц. Тогда же, прочитав произведение Томаса Бернхарда «Растерянность» (Verstörung) и находясь под большим влиянием этого автора, Хандке откликнулся статьёй «Как я читал „Растерянность“ Томаса Бернгарда». Впоследствии между этими двумя австрийскими писателями сложились взаимно неприязненные отношения. 11 мая 1968 года состоялась премьера пьесы Петера Хандке «Каспар» во Франкфурте-на-Майне (режиссёр Клаус Пайман) и в Обергаузене (режиссёр Гюнтер Бюх).
В 1968 году супруги Хандке переехали в Берлин. 20 апреля 1969 года у них родилась дочь Амина, и это означало полную смену образа жизни Петера. «Он осознал, что оказался в ловушке у себя дома; нося ночью на руках плачущего ребёнка, накручивая многочасовые круги в квартире и думая, что уже потерял воображение, что надолго оказался вне жизни» («Детские рассказы», 1981). Много лет спустя отец сказал, что этот ребёнок был для него очень важным опытом любви. В 1969 году Хандке стал одним из основателей театрального издательства Verlag der Autoren («Издательство авторов») во Франкфурте-на-Майне. В 1970 году семья ненадолго переехала в Париж. Осенью того же года Петер Хандке приобрёл дом на краю леса, в окрестностях Кронберга, в Германии. На то время брак уже распадался (окончательно развод оформлен в 1994 году в Вене). В последующие годы Петер и Либгарт поочерёдно брали дочь к себе на воспитание.

### 1971—1978: годы в Париже
Ночью 20 ноября 1971 года мать Петера Мария Хандке покончила с собой после долгих лет депрессии. Этот трагический случай впоследствии описан в рассказе «Нет желаний — нет счастья» (нем. Wunschloses Unglück), написанном в 1972 году и экранизирован в 1974. В июле 1971 года Петер Хандке вместе с женой Либгарт и дочерью Аминой навестил свою мать в последний раз. После этого визита он отправился в поездку в США вместе с Либгарт и писателем Альфредом Коллеричем. В 1972 году вышло в свет произведение Петера Хандке «Короткое письмо к долгому прощанию» (нем. Der kurze Brief zum langen Abschied), в котором говорится о событиях во время поездки в США. В ноябре 1973 года он поселился с дочерью Аминой в Париже, в Порт-д’Отеле, что на бульваре Монморанси, 177. В 1976 году перебрался в Кламар, что к юго-западу от Парижа, и проживал там до 1978 года. В начале 1970-х годов Петер Хандке получил награды, в частности Шиллеровскую премию города Мангейм, Премию Георга Бюхнера, Премию Немецкой академии языка и поэзии. В 1973 году он написал пьесу «Умерший от неблагоразумия» (нем. Die Unvernünftigen sterben aus), премьера которой состоялась в Цюрихе в 1974 году. Примерно в то же время давний друг Петера Хандке, режиссёр Вим Вендерс, экранизировал «Ложное движение» (нем. Falsche Bewegung) (премьера состоялась в 1975 году).
Большой успех был у написанной в 1971 году пьесы Хандке «Прогулка верхом по Боденскому озеру» (нем. Der Ritt über den Bodensee), когда её поставили во Франции в 1974 году. В этом же году в Париже он познакомился с Жанной Моро. В 1975 году опубликован «Час подлинного ощущения» (нем. Die Stunde der wahren Empfindung), а с 1977 года Петер Хандке начал издавать записки «Вес мира» (нем. Das Gewicht der Welt), журнал, которые выходили до 1990 года. В 1976 году писатель оказался в больнице из-за приступов тревоги и нарушения сердечного ритма. В следующем году экранизировали его произведение «Женщина-левша». Хандке не терял связи с родиной, в 1973—1977 годах он был членом грацской литературной группы Grazer Autorinnen Autorenversammlung. В 1978 году его дочь стала жить вместе с матерью в Берлине. Тогда же Хандке совершил длинное путешествие на Аляску (США) и вернулся в Австрию. Это был период острого кризиса и большой угрозы литературной карьере. В переписке с Германом Ленцем он описал отчаяние, которое чувствовал, когда писал «Медленное возвращение домой» (1979).

### 1979—1987: возвращение на родину
После длительного пребывания в разных городах Европы Петер Хандке в августе 1979 года вернулся в Австрию. В Зальцбурге он поселился во флигеле дома своего приятеля Ганса Видриха и проживал там до ноября 1987 года. В этот период он отправлялся только в короткие поездки. В самом начале проживания на родине стала выходить тетралогия «Медленное возвращение домой». Её одноимённая первая часть появилась в 1979 году и обозначила преодоление кризиса, который пережил автор в 1978 году. В том же 1979-м Петер Хандке получил Премию Франца Кафки и был первым её лауреатом. Остальные три части «Медленного возвращения домой» написаны в Зальцбурге. Произведение «Учение горы Сен-Виктуар» (нем. Die Lehre der Sainte-Victoire) опубликовано в 1980 году, драматическая поэма «По деревням» (нем. Über die Dörfer) (её премьера состоялась на фестивале в Зальцбурге в 1982 году), а также «Детская история» (нем. Kindergeschichte) появились в 1981 году.
В начале 1980-х годов Петер Хандке взялся переводить на немецкий преимущественно малоизвестных зарубежных авторов. С одной стороны, он не хотел отбирать работу у переводчиков-профессионалов, а с другой — имел целью знакомить немецкоязычных читателей с творчеством этих авторов, прежде всего словенских, и тем самым популяризировать словенскую литературу в немецкоязычном мире. Хандке переводил с английского, французского и древнегреческого (Прометей прикованный, Зальцбургский фестиваль, 1986).
В 1983 году опубликована история убийства — «Китайские страдания» (нем. Der Chinese des Schmerzes). В романе-эпопее «Повторение» (1986) повествуется о каринтийских словенцах и их истории. В 1987 году вышли в свет «Стихи». Тогда же закончился зальцбургский цикл рассказов «Вечер писателя» (нем Nachmittag eines Schriftstellers). Тогда же состоялась премьера фильма «Небо над Берлином», для которого Хандке написал сценарий. Режиссёром был Вим Вендерс. Этот фильм отмечен многими наградами на европейском уровне. Проведя в Зальцбурге восемь лет, писатель отправился в кругосветное путешествие, когда дочь Амина окончила среднюю школу.

### 1987—1990: путешествие
19 ноября 1987 года Петер Хандке начал путешествие из города Есенице (теперь Словения). Автобусом и поездом он добрался до юга Югославии, Греции, а оттуда — в Египет. В середине января 1988 года писатель вернулся в Европу — в Париж, Берлин и Брюссель. Побывав в Японии, он снова вернулся в Европу. Следующие города в путешествии — это Анкоридж (Аляска), Лондон, Лиссабон, города Испании, в частности Галисии, и Южной Франции. В конце мая 1988 года Хандке направился в Аквилею, затем в Париж, Карст (Словения) и в исходнуюй точку путешествия — Есенице. В это неспокойное время умер его отчим Бруно Хандке. До конца года Хандке успел побывать в Англии, Франции и недолго в Австрии. В течение 1989 года и в 1990 году писатель проживал в Словении, Италии, Австрии, Германии и Франции.
Все эти годы Хандке вёл дорожные записки, а в 2005 году опубликовал их под названием «Вчера, по пути. Записки с ноября 1987 по июль 1990». Они тесно связаны с такими произведениями, как «Вес мира» (1975—1977), «История карандаша» (1976—1980), «Фантазии повторения» (1981—1982) и «Окно в каменной стене утром. И в другое местное время» (нем. Am Felsfenster morgens. Und andere Ortszeiten; // англ. At the Mountain Window in the Morning. And Other Local Times) (1982—1987).

### 1990 — по сей день
Летом 1990 года Петер Хандке купил дом в Шавиле — городке к северо-западу от Парижа, где живёт до сих пор. Вскоре после новоселья он познакомился, а затем и быстро сблизился с французской актрисой Софи Семен — дочерью парижского фабриканта, происходившего из Лотарингии. 24 августа 1991 года у них родилась дочь Леокадия. В начале августа 1994 года в Вене Хандке развёлся со своей первой женой Либгарт Шварц, а осенью 1995 года женился на Софи Семен.
Шавиль стал третьим по счёту жильём Хандке в районах Парижа. Неподалёку, в Кламаре, писатель жил в 1977 году и 1978 годах со своей старшей дочерью Аминой, которая впоследствии изучала живопись и дизайн в области масс-медиа.
В этом доме снята часть киноленты «Отсутствие» (1992), в которой главные роли сыграли Бруно Ганц, Софи Семен, Эустакио Бархау и Жанна Моро. Другое место съёмки — Пиренеи, к северу от Барселоны. К 1996 году вышли «И снова о Фукидиде» (1990), перевод шекспировской «Зимней сказки» (1991), «Эссе о музыкальном автомате» (1990), «Прощание мечтателя из девятой земли» (1991), «Эссе об успешном дне. Зимние грёзы» (1991), «Театральная пьеса» (нем. Die Theaterstücke) (1992), премьера которой состоялась в том же году в Венском городском театре (режиссёр Клаус Пайманн), «Искусство задавать вопросы» (1994), «Мой год в бухте Ничто. Сказка из новых времён» (1994). С 2001 по 2006 год подругой жизни Петера Хандке была актриса Катя Флинт. Теперь он поддерживает связь с актрисой Мари Кольбен.
В 2008 году жюри Германской книжной премии поставило произведение Хандке «Ночь в Моравии» (нем. Die morawische Nacht) на первое место в списке из двадцати названий книг — претендентов на лучший немецкоязычный роман. В письме к председателю Ассоциации немецкой книжной торговли Хандке выразил благодарность за такую честь, но попросил номинировать кого-нибудь из молодых писателей.
10 октября 2019 года Петер Хандке удостоен Нобелевской премии в области литературы за «влиятельную работу, в которой с лингвистической изобретательностью он исследовал периферию и специфику человеческого опыта»

## Тематика и стиль
В раннем творчестве Хандке центральное место занимает язык. Автор воспринимает действительность через призму языка и отражает воспринятое средствами языка («Внутренний мир окружающего мира внутреннего мира», 1969). Попытки классического способа повествования характерны произведениям «Страх вратаря перед одиннадцатиметровым» (1970) и «Короткое письмо к долгому прощанию» (1972) — следствие противопоставления таким авторам, как Карл Филипп Мориц, Готфрид Келлер и Адальберт Штифтер.
В конце 1970-х годов в произведении «Медленное возвращение домой» (1979) Хандке применяет высокий стиль языка с мифологизированными метафорами, чтобы отобразить свой процесс самопознания. В романе «Мой год в бухте Ничто. Сказка из новых времён» (1994) Хандке впервые для самого себя охватывает автобиографическую тему и развивает мотивы существования писателя. В одной из последних работ — «Утрата картинки или Сквозь Сьерра де Гредос» (2002), он подверг критике злоупотребление художественными средствами в СМИ.

## Петер Хандке и Вим Вендерс
С кинорежиссёром Вимом Вендерсом Петера Хандке связывают дружба и совместная работа. Они познакомились в 1966 году. Ещё будучи студентом, Вендерс посмотрел тогда спектакль по пьесе Хандке «Оскорбление публики» в театре Оберхаузена. У обоих художников много общих черт характера и эстетических предпочтений. Прежде всего их объединяет склонность к интенсивному, иногда экзистенциальному изображению пейзажей, которым уделяется не меньшее внимание, чем словам и поступкам действующих лиц. С 1969 по 1986 год они вместе работали над реализацией трёх кинофильмов. В принятии важных жизненных решений на Вендерса влияло чтение произведений Хандке.

## Отношение к Сербии
В 1996 году, после опубликования путевых записок Хандке под названием «Зимняя поездка по Дунаю, Саве, Мораве и Дрине, или Справедливость для Сербии», в масс-медиа начались ожесточённые споры, которые продолжаются по сей день. Критиковалось излишне благожелательное отношение Хандке к Сербии. Хандке пользовался другой лексикой и изображал события иначе, чем это делали многие журналисты.
Мир, так называемый мир, знает все о Югославии, Сербии. Мир, так называемый мир, знает всё о Слободане Милошевиче. Так называемый мир знает правду. Вот почему так называемый мир сегодня отсутствует, и не только сегодня, и не только здесь. Я не знаю правду. Но я смотрю. Я слушаю. Я чувствую. Я помню. Вот почему сегодня я здесь, рядом с Югославией, рядом с Сербией, рядом с Слободаном Милошевичем
В марте 2004 года Петер Хандке подписал обращение, которое канадец Роберт Диксон написал от имени художников в защиту Слободана Милошевича. К ним присоединился также будущий лауреат Нобелевской премии Гарольд Пинтер. В 2005 году Хандке посетил Милошевича в тюрьме в Гааге. Писатель опубликовал эссе под названием «Таблас-де-Даймьель» (нем. Die Tablas von Daimiel), имевшее подзаголовок «ложные показания на процессе против Слободана Милошевича». 18 марта 2006 года на похоронах Милошевича Хандке выступил с речью, что также вызвало волну споров в среде западной прессы. В связи с этой речью была отменена инсценировка пьесы писателя «Игра в вопросы или путешествие в звонкие земли» в парижском театре «Комеди Франсэз». 2 июня 2006 года Петер Хандке был награждён премией Генриха Гейне, но из-за развернувшейся политической дискуссии и угрозы лишиться премии по решению городского совета Дюссельдорфа за просербские настроения, отказался от неё сам.
В июне 2006 года артисты театра «Берлинер ансамбль» начали акцию «Берлинская премия Генриха Гейне», в котором назвали поведение городской власти Дюссельдорфа «нападением на свободу творчества» и призвали собрать для Хандке деньги — аналог премии, которую он отклонил (денежная составляющая премии Генриха Гейне была 50 000 евро). Инициаторами были, в частности, Кете Райхель, Рольф Бекер, Дитрих Киттнер, Арно Кленне, Моника и Отто Келер, Экарт Шпоо, Ингрид и Герхард Цверенц, Клаус Пайман. 22 июня 2006 года Хандке поблагодарил их за старания, однако отклонил такую инициативу и попросил пожертвовать собранное на материальную помощь сербским сёлам в Косово. 21 февраля 2007 года по случаю премьеры пьесы Хандке «Следы утраченного» автору вручили сумму премии — 50 000 евро, однако он отказался от этих денег в пользу сербского анклава в Косово. Выбор пал на деревню Велика-Хоча, населённую преимущественно сербами, глава которой — Деян Балёшевич — принял это пожертвование от Петера Хандке накануне Пасхи в 2007 году.
22 февраля 2008 года писатель дал небольшой комментарий французской газете «Le Figaro», в котором в очередной раз указал на общую историю народов Югославии в связи с победой над нацизмом и назвал западные страны «мошенниками».

## Архив
6 декабря 2007 Петер Хандке продал за 500 000 евро все свои рукописи и другие материалы за последние два десятилетия Австрийскому литературному архиву Национальной библиотеки. Эту сделку поддержало Федеральное министерство образования, культуры и искусства. Кроме того, в начале 2008 года автор предоставил за неизвестную сумму свои 66 дневников, написанных с 1966 по 1990 год Немецкому литературному архиву в Марбахе-на-Неккаре.